# Echogeniczność
Echogeniczność – zdolność badanej struktury do odbijania fal dźwiękowych o wysokiej częstotliwości. Obszary o obniżonej echogeniczności nazywane są hipoechogenicznymi, a o podwyższonej hiperechogenicznymi. 
W obrazowaniu ultrasonograficznym (USG) echogeniczność objawia się jasnością tkanki na obrazie, przy czym obszar o zaburzonej echogeniczności jest odpowiednio ciemniejszy (hipoechogeniczny) lub jaśniejszy (hiperechogeniczny) od otoczenia. Obraz hipoechogeniczny mogą dawać struktury miękkie, o zwiększonym ukrwieniu, natomiast hiperechogeniczny struktury twarde i zbite (kości, zwapnienia), a także gazy. Zbiorniki płynów (torbiele, krwiaki, tętniaki, ropnie) dają obraz anechogeniczny (bezechowy).